# Аргун (река)
Аргун (на грузински: არღუნი) е река, протичаща в Северен Кавказ през Грузия (областта Хевсурети), Ингушетия и Чечения (Итум-Калински район и Шатойски район). Тя е десен приток на река Сунжа. На реката е кръстен град Аргун.

## Описание
Река Аргун е с дължина 148 км, с водосборна площ от 3390 км2.
Началото ѝ е в Грузия, в района Хевсурети, на северния склон на главния вододел на Кавказ, близо до прохода Датвишвари.
В горното си течение Аргун е бърза планинска река, в средната си част нейното дефиле се разширява, а в долното си течение преминава през равнинна част. Преди да излезе в равнината (през т.нар. „Аргунската порта“ – страничен кавказки хребет) река Аргун тече през планината в Аргунското дефиле.
Захранва се от водата на вечния сняг и ледниците по северните склонове на Големия Кавказки хребет, дъждовете и подпочвени води. Известна е с причиняване на наводнения през пролетта и преовлажняването през зимата.
Нейни основни притоци са реките Андак (в рамките на Грузия) и Шароаргун (в Чечения).

## История
Името на реката Аргун идва от чеченски – „Orga ”, означаващо тясно дълбоко дере.
Районът на реката е първото място, където се установяват чеченци и все още могат да се видят много руини от бивши села (аули), построени в традиционен стил с традиционни структури от типа кули. Река Аргун служи като естествена граница между Грозненски район и Шалински район на Чечения. Окупацията на долината от руснаците през 1858 г. е важно събитие в последната фаза на Муридската война. Преди Първата и Втората чеченска войни районът около реката е бил населен от множество ферми и къщи.

## Реката в изкуството
Във филма „Свой сред чужди, чужд сред свои“ на Никита Михалков една от основните сцени е заснета на река Аргун.
Михаил Лермонтов в своята поема „Измаил бей“ описва река Аргун.
През 1971 г. е публикуван художествен пощенски плик „Чеченско-Ингушска автономна съветска социалистическа република. Дефиле на река Аргун“. На следващата година е издаден плик „Чечено-Ингушката автономна съветска социалистическа република. Висящ мост над река Аргун край село Чишки“.
- Изглед към дефилето в Грузия
- Изглед към дефилето в Грузия
- Изглед към реката край Шатили, Грузия
- Изглед към реката в Чечения
- Изглед към реката в Чечения
- Висящ мост край Дуба-Юрт
- Изглед към реката край Дуба-Юрт
- Реката в долното течение